# Túnel de Aragón
El túnel de Aragón (Túnel d’Aragó en catalán) es un túnel urbano de ferrocarril que atraviesa la ciudad de Barcelona por debajo de la avenida de Roma y la calle de Aragón. Fue construido como prolongación de la línea de Villafranca hasta el lugar donde se encontraba el enlace entre la estación de Sants y la estación de Francia, construido entonces en forma de trinchera (semisoterrado) a lo largo de la misma calle en 1882 y con la posterior conexión con la línea de Gerona (1970) hasta el Clot y la Sagrera.

## Recorrido
El actual túnel conecta la estación de Sants con la estación de Clot-Aragón con una parada intermedia en Paseo de Gracia, donde poco después se acaba para seguir hacia La Sagrera. 
En 1972 fue terminado el túnel de Plaza Cataluña, que va en paralelo al túnel de Paseo de Gracia entre Sants y Clot - Aragón, donde ambos se conectan. Asimismo, tras la estación de Paseo de Gracia se encuentra la bifurcación de Aragón que permite conectar con el ramal de Glòries para ir hasta la Estación de Francia.
En 2013 fue inaugurado el Túnel de alta velocidad Barcelona Sants-La Sagrera, que también va en paralelo al túnel de Paseo de Gracia, pero destinado exclusivamente a los trenes de Alta Velocidad, donde ambos estarán conectados (a diferente nivel) en cuanto se inaugure la Estación de Barcelona-La Sagrera.

### Circulaciones
En el túnel de Paseo de Gracia circulan diariamente 370 trenes compuestos por:
- Cercanías (que circulan pasantes hasta más allá de La Sagrera)
  - Líneas R2 (R2Norte, R2 y R2Sur)
- Regionales (que se desvían por Bifurcación Aragón hasta Estación de Francia)
  - Línea R11
  - Línea R13
  - Línea R14
  - Línea R15
  - Línea R16
  - Línea R17

### Curiosidades
- Los trenes que se dirigen a Estación de Francia cambian de túnel al mismo nivel, por lo tanto, se produce lo que se conoce como cizallamiento que consiste en ocupar vías ajenas a la circulación preferente, provocando que otros trenes tengan que esperar si hay la mínima incidencia para estos poder pasar, creándose un efecto en cadena. En muchas ocasiones se producen retrasos en Rodalies de Catalunya debido a esto último que pueden llegar hasta Valencia.
- Hasta el 13 de enero de 2020, circulaban también por el túnel de Paseo de Gracia los trenes Euromed (16 circulaciones diarias, 8 por sentido) y Talgo (12 circulaciones diarias, 6 por sentido). Los Euromed dejaron de circular debido a que todos pasaron a la LAV Madrid - Barcelona con la inauguración de la Variante de Vandellòs,[4] y los Talgo siguieron circulando (con cambio de nombre a Intercity el 22 de junio de 2020) hasta el 31 de agosto[5] debido a las obras del 4+4[6] de Barcelona Sants.

## Futuro
Con la futura inauguración de la Estación de Barcelona-La Sagrera, las circulaciones en el túnel de Paseo de Gracia aumentarán debido a que habrá una reorganización de líneas. Asimismo, todos los Regionales dejarán de dirigirse a Barcelona-Estación de Francia para dirigirse a la nueva estación de La Sagrera (con destino San Andrés Condal), lo que evitará Bifurcación Aragón y todos los retrasos que provocan en la actualidad.
También el túnel se consideraría como "extendido" ya que toda la vía quedará soterrada desde la Estación de Clot-Aragón hasta la Estación de San Andrés Condal.